# Кожевенна вулиця
Коже́венна ву́лиця — зникла вулиця Києва. Пролягала від вулиці Семена Скляренка до вулиці Марка Вовчка. 
Виникла на межі XIX—ХХ століть під такою ж назвою, від розташованого поруч шкіряного заводу. Іноді фігурував як Кожевенний провулок. 
Зник у середині XX століття у зв'язку із промисловим будівництвом.